# Alojz Rajnič
Alojz Rajnič (* 12. července 1939 Lackovce) byl slovenský a československý politik, po sametové revoluci poslanec Sněmovny lidu a Sněmovny národů Federálního shromáždění za Kresťanskodemokratické hnutie, později politik SDKÚ a poradce slovenského premiéra.

## Biografie
Ve věku 14 let odešel na studia průmyslové školy do Prešova, pak začal studovat vysokou železniční školu v Praze, ale studium dokončil na Vysoké škole dopravní v Žilině. Měl tři syny (jeden z nich ale zemřel ve věku dvou let). V roce 1989 byl vedoucím technicko-investičního odboru na Vysoké škole technické v Košicích. Během sametové revoluce se začal politicky angažovat, do té doby nebyl členem žádné strany. Vstoupil do KDH.
Ve volbách roku 1990 zasedl za KDH do Sněmovny lidu (volební obvod Východoslovenský kraj). Ve volbách roku 1992 přešel do Sněmovny národů. Ve Federálním shromáždění setrval do zániku Československa v prosinci 1992.
Po vzniku samostatného Slovenska přijal nabídku prezidenta Slovenské republiky a pracoval v prezidentské kanceláři. V roce 2001 se uvádí jako krajský předseda SDKÚ a od roku 1998 působil coby poradce slovenského premiéra Mikuláše Dzurindy (poradce pro bezpečnost a krizové situace). V roce 2001 čelil kritice, když se zjistilo, že zároveň působí ve vedení firmy Inžinierske stavby Košice, která získala státní zakázku na dostavbu mostu Márie Valérie mezi Štúrovem a Ostřihomí nebo na dálniční stavby. Rajnič se hájil tím, že výběrové řízení splňovalo přísná kritéria a nebylo zmanipulováno. Rajnič měl tehdy kandidovat na předsedu krajské samosprávy v krajských volbách na Slovensku roku 2001 v Košickém kraji. V důsledku této kauzy a neúspěchu v krajských volbách v prosinci 2001 na post krajského předsedy SDKÚ rezignoval.